# Alyxia globosa
Alyxia globosa är en oleanderväxtart som beskrevs av D. J. Middleton. Alyxia globosa ingår i släktet Alyxia och familjen oleanderväxter. Inga underarter finns listade i Catalogue of Life.